# 1952년 하계 올림픽 육상
제15회 하계 올림픽 육상 경기는 핀란드 헬싱키에서 열렸다.